# Cát lún

Minh họa hiện tượng cát lún

Cát lún là hỗn hợp cát và đất sét ướt nước, thường ở vùng Đồng bằng châu thổ. Các hạt cát dính nhau do đất sét ướt, nó hoạt động như một loại keo nửa cứng nửa lỏng. Giữa đất sét có nhiều lực tự nhiên va chạm nhau. Một số là lực đẩy, một số là lực hút.

## Phân loại

### Cát lún ướt
Cát lún ướt thường gồm cát, hoặc đất sét và muối bị ngập nước. Bề mặt nhìn giống như nền cứng, nhưng khi bạn bước chân vào, cát sẽ hóa lỏng. Cát và nước bị chia tách, để lại một hố cát ướt như một cái bẫy. Ma sát giữa các hạt cát sẽ bị giảm đi rất nhiều và không thể cân bằng với trọng lượng cơ thể và bạn bắt đầu bị chìm xuống. Đúng là càng vùng vẫy bạn sẽ càng chìm xuống sâu hơn tuy nhiên, cát sẽ tiếp tục hoà vào nước, khiến độ nổi của hỗn hợp tăng lên. Nghĩa là thay vì chìm, bạn sẽ mắc lại khi chìm được một nửa thân mình, thậm chí có thể bị đẩy ngược lên đôi chút. Nhưng nếu bạn không thoát khỏi đó sớm, thủy triều có thể dâng lên ngập. Đây mới là thứ đáng sợ của cát lún gây ra chết cho nạn nhân.

### Cát lún khô
Cát lún khô lại là một vấn đề hoàn toàn khác. Rơi vào một vùng cát lún khô có thể gây nguy hiểm chết người. 

## Cách xử trí khi rơi vào hố cát lún
Khi rơi vào cát lún ướt, bạn hãy bình tĩnh vì khả năng chết đuối trong trường hợp này rất thấp. Lúc này, cố gắng tìm cách cử động bàn chân, hòa tan cát vào nước càng nhiều càng tốt, đồng thời ngả người, dạng chân tay để phân bổ trọng lượng hợp lý hơn. Nếu làm đúng, bạn sẽ thấy cơ thể nổi dần lên.
Còn khi rơi vào hố cát lún khô, bạn sẽ buộc phải tìm cách thoát ra càng nhanh càng tốt. Nếu không may chỉ có một mình, hãy tìm một thứ gì đó để bám lấy, tránh bị hút sâu hơn.
Và nếu tất cả mọi thứ đều không có thì tuyệt đối không vùng vẫy, vì chỉ cần thể tích của bạn giảm, cát sẽ nhảy vào chiếm chỗ, còn bạn thì bị hút nhanh hơn. Hãy giữ cơ thể yên vị để câu kéo thêm thời gian, đợi người đến giúp.